# Manuel M. Diéguez

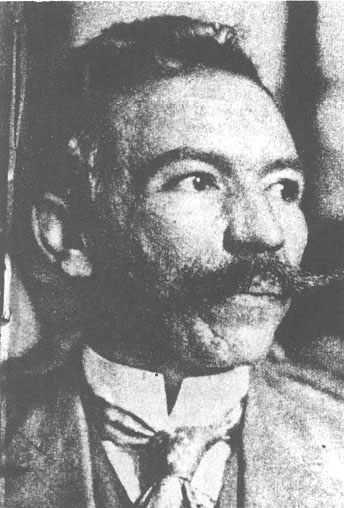
Manuel M. Diéguez

Manuel Macario Diéguez Lara (Guadalajara, 10 maart 1874 - Tuxtla Gutiérrez, 21 april 1924) was een Mexicaans vakbondsleider, politicus en militair.
Diéguez werd geboren in een middenklassengezin in Guadalajara. Na zijn studie ging hij een administratieve functie vervullen bij een mijnbouwbedrijf in de staat Sonora. Aldaar raakte hij onder de indruk van de slechte werkomstandigheden en richtte met Esteban Baca Calderón de Liberale Humanitaire Unie op, een sociëteit die zich verzette tegen de dictatuur van Porfirio Díaz. In 1907 was hij een van de organisatoren van de beruchte Staking van Cananea in 1906, die met grof geweld werd neergeslagen. Diéguez werd gearresteerd en als "zeer gevaarlijk gevangene" in de beruchte gevangenis San Juan de Ulúa in Veracruz vastgehouden. Na de omverwerping van Díaz door de liberaal Francisco I. Madero werd hij vrijgelaten. Diéguez keerde terug naar Cananea, waar hij tot burgemeester werd gekozen.
Na de omverwerping van Madero door Victoriano Huerta nam Diéguez de wapenen op en sloot zich aan bij het Constitutionalistische Leger in het verzet tegen Huerta. Diéguez klom op tot militair bevelhebber van het Territorium van Tepic en werd in 1914 tot provisorisch gouverneur van Jalisco benoemd. Na omverwerping van Huerta de scheuring in het revolutionaire leiderschap bleef Diéguez aan de zijde van Venustiano Carranza en diens constitutionalisten staan. Hij wist de conventionalisten van Pancho Villa uit Guadalajara te verdrijven. Vervolgens werd hij wederom tot gouverneur van Jalisco gekozen. In zijn periode als gouverneur voerde hij een minimumloon in, verbeterde hij het onderwijs, dat hij ook voor meisjes toegankelijk maakte, en voerde hij een antiklerikale politiek waarbij hij kerkeigendommen onteigende en religieus vertoon aan banden legde.
Nadat een aantal opstandige generaals in 1920 het Plan van Agua Prieta proclameerden waarin zij opriepen tot de omverwerping van Carranza, stuurde deze Diéguez naar het noorden om de opstand de kop in te drukken. Adolfo de la Huerta, een van de leiders van de opstandelingen, wist hem echter over te halen rechtsomkeert te maken. Diéguez keerde terug naar Mexico-Stad, waar hij gevangen werd gezet. Na de omverwerping en dood van Carranza werd hij door De la Huerta bevrijd.
Diéguez raakte in conflict met de nieuwe president Álvaro Obregón. Hij was het vooral oneens met het streven van Obregón tot landverdelingen, en poogde grootgrondbezitters te beschermen tegen eventuele onteigeningen. Toen De la Huerta in 1923 in opstand kwam tegen Obregón sloot Diéguez zich daarbij aan. De opstand werd echter neergeslagen. Diéguez wist aanvankelijk de regeringstroepen te ontlopen, maar werd uiteindelijk in Chiapas gevangengenomen en geëxecuteerd.
- Library of Congress Control Number: n2007046235
- Virtual International Authority File: 43751996
- WorldCat: E39PBJxcYTqmpYmR4WCk6fRYfq